# Richaun Holmes
Richaun Holmes (ur. 15 października 1993 w Lockport) – amerykański koszykarz, występujący na pozycji skrzydłowego, od 2024 zawodnik Washington Wizards.
20 lipca 2018 został wysłany do Phoenix Suns w zamian za zobowiązania gotówkowe.
16 lipca 2019 dołączył do Sacramento Kings. 6 lipca 2023 trafił w wyniku wymiany do Dallas Mavericks. 8 lutego 2024 został wytransferowany do Washington Wizards.

## Osiągnięcia
Stan na 14 marca 2024, na podstawie, o ile nie zaznaczono inaczej.
NCAA
- Obrońca Roku Konferencji Mid-American (2015)
- Zaliczony do:
  - I składu All-MAC (2015)
  - III składu All-MAC (2014)
- Uczestnik turnieju Portsmouth Invitational (2015)
- Lider Konferencji Mid-American w[6]:
  - skuteczności rzutów z gry (2015)
  - blokach (2015)